# 郑平 (1936年)
郑平（1936年—），广东广州人，中国工程热物理学专家，上海交通大学教授。

## 生平
1958年毕业于俄克拉荷马州立大学，分别于1960年和1965年获美国麻省理工学院硕士学位和斯坦福大学工程博士学位。1995年至2002年担任香港科技大学机械工程学系系主任。2003年起在上海交通大学任全职教授， 2011年当选为中国科学院院士。 